# Данченко Юрій Володимирович
Да́нченко Ю́рій Володи́мирович (нар. 9 серпня 1979, Харківська область) — український футболіст, півзахисник.

## Кар'єра
Першим клубом в вищій лізі був донецький «Шахтар» пізніше грав за донецький «Металург», ще у вищій лізі грав за алчевську «Сталь», «Чорноморець», «Кривбас». Також грав за казахстанський клуб «Тараз», в якому провів 15 матчів і забив 3 м'ячі. Пізніше грав за клуби першої ліги: «Сталь» (Дніпродзержинськ), «Геліос», «Дніпро» (Черкаси). Улітку 2008 року перейшов в кримський клуб «Фенікс-Іллічівець». 3 квітня 2009 року перейшов до ФК «Зірка» Кіровоград.